# Агри (вилајет)
Вилајет Агри (тур. Ağrı ili; курд. Parêzgeha Agirî/پارێزگای ئاگری) је вилајет у Турској смештен у југоисточној Анатолији на граници са Ираном, вилајетом Карс на северу, Ерзурум на северозападу, Муш и Битлис на југозападу, Ван на југу и Игдир на североистоку. Административни центар вилајета је град Агри који се налази на 1650 метара надморске висине.
Агри добио име по планини Арарат, која је са 5137 метара, највиша планина у Турској. Може да се види из Јерменије, Ирана, Грузије и Азербејџана. Планине чине 46% вилајета, 29% је равница, а 18% је висораван. Време је доста хладно, а температура се често спушта испод -10 степени зими.

## Историја
Висораван Агри је контролисало краљевство Урарту док није прешла у руке јерменске династије Оронтид. Ово подручје је често било на мети са истока и запада тако да је било под влашћу Асираца, Грка, Римљана, Византинаца, Арабљана, Грузијаца, Монгола, Персијанаца и на крају Селџука и Турака.
Прва појава Турака била је 680. Први муслимани су се појавили 872. Турска племена почела су да насељавају ову област након пораза Византинаца 1071. Ову територију је заузело Османско царство под султаном Селимом након битке код Чалдирана.

## Агри данас
Привреда провинције је углавном заснована на агрикултури. Људи такође живе од гајења стоке и од туриста који се баве алпинизмом и скијањем зими.